# Glypta arctica
Glypta arctica är en stekelart som beskrevs av Dasch 1988. Glypta arctica ingår i släktet Glypta och familjen brokparasitsteklar. Inga underarter finns listade i Catalogue of Life.

## Bildgalleri

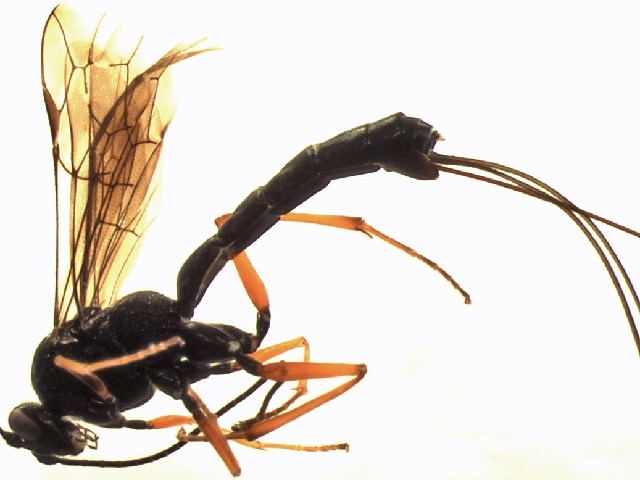